# Lloyd Melville Harcourt Barnett
Lloyd Melville Harcourt Barnett (* 6. Januar 1930 in der Kingston Parish) ist ein ehemaliger jamaikanischer Diplomat.

## Leben
Er studierte an der London School of Economics and Political Science und wurde Master of Arts in Law and Diplomacy (MALD) der Fletcher School.
1958 wurde er in der Kolonialregierung im Ministerium für Handel und Industrie beschäftigt.
Von 1959 bis 1962 wurde er von der Regierung der Westindischen Föderation beschäftigt.
Von 1962 bis 1965 war er Gesandtschaftssekretär zweiter Klasse in Washington, D.C.
Von 1965 bis 1969 war er Gesandtschaftssekretär erster Klasse beim UN-Hauptquartier unter Keith Johnson.
Von 1969 bis 1972 war er Gesandtschaftsrat in der Abteilung Organisation Amerikanischer Staaten der jamaikanischen Mission in Washington, D.C.
Im Sommer 1972 war Barnett Mitglied der jamaikanischen Delegation nach Japan, der Volksrepublik China, der Sowjetunion und Jugoslawien.
Im Juni 1972 führte er das jamaikanische Kontingent einer karibischen Handelsdelegation nach Kuba.
Von Oktober 1974 bis 1977 war er Botschafter in Havanna.
Von 8. Oktober 1975 bis 11. Oktober 1978 war er Botschafter in Caracas, Brasília und Bogotá mit Sitz in Port of Spain.
Von 1984 bis 1989 war er ständiger Vertreter der jamaikanischen Regierung beim UN-Hauptquartier in New York City.
Von 1989 bis 1992 war er ständiger Vertreter der jamaikanischen Regierung beim Büro der Vereinten Nationen in Genf.
Am 28. November 1989 wurde er beim Vienna International Centre akkreditiert,
| Vorgänger                   | Amt | Nachfolger                            |
| --------------------------- | --- | ------------------------------------- |
| —                           | jamaikanischer Botschafter in Havanna Oktober 1974 bis 1977                                             | Benjamin Alan Lucien Clare            |
| Ivo Seymour De Souza        | jamaikanischer Hochkommissar in Port of Spain 8. Oktober 1975 bis 11. Oktober 1978                      | Reginald Enos Kirkland Philips junior |
| Egerton Rudolph Richardson  | ständiger Vertreter der jamaikanischen Regierung beim UN-Hauptquartier 1984 bis 1989                    | Herbert Samuel Walker                 |
| Kenneth George Anthony Hill | ständiger Vertreter der jamaikanischen Regierung beim Büro der Vereinten Nationen in Genf 1989 bis 1992 | Richard Antonio Pierce                |